# Чебурлинка
Чебурлинка — река в России, протекает по Большеуковскому району Омской области. Устье реки находится в 220 км по правому берегу реки Большой Аёв. Длина реки составляет 10 км.

## Данные водного реестра
По данным государственного водного реестра России относится к Иртышскому бассейновому округу, водохозяйственный участок реки — Оша, речной подбассейн реки — бассейны притоков Иртыша до впадения Ишима. Речной бассейн реки — Иртыш.